# Santa María de Mao
Mao (llamada oficialmente Santa María do Mao) es una parroquia española del municipio de Incio, en la provincia de Lugo, Galicia.

## Otras denominaciones
La parroquia también es conocida por el nombre de Santa María de Mao.

## Límites
Limita con las parroquias de Formigueiros, Samos, San Martín de Real y Freijo al norte,  Mao y San Román de Mao al este, Reboiro al sur, y Viso al oeste.

## Organización territorial
La parroquia está formada por diez entidades de población, constando cuatro de ellas en el nomenclátor del Instituto Nacional de Estadística español:
- O Barrio Novo
- Castro Darriba (Castro de Arriba)
- Saa
- Santo Eufrasio
- Souto (O Souto)
- Teimoy (Teimoi)
- Veiga*
- Veiga de Abaixo
- Veiga de Arriba
- Vila (A Vila)
- Vilameá

## Demografía
| Gráfica de evolución demográfica de Mao entre 2000 y 2020 |
|                                                           |
| Datos según el nomenclátor publicado por el INE.          |